# Carl Anton Ewald
Carl Anton Ewald (Berlino, 30 ottobre 1845 – Berlino, 20 settembre 1915) è stato un medico tedesco.

## Biografia
Era il fratello del fisiologo Ernst Julius Richard Ewald (1855-1921); nel 1870 conseguì il dottorato medico a Berlino e successivamente divenne assistente del patologo Friedrich Theodor von Frerichs (1819-1885). Nel 1888 fu nominato neurologo presso il dipartimento di medicina interna dell'ospedale Augusta di Berlino.

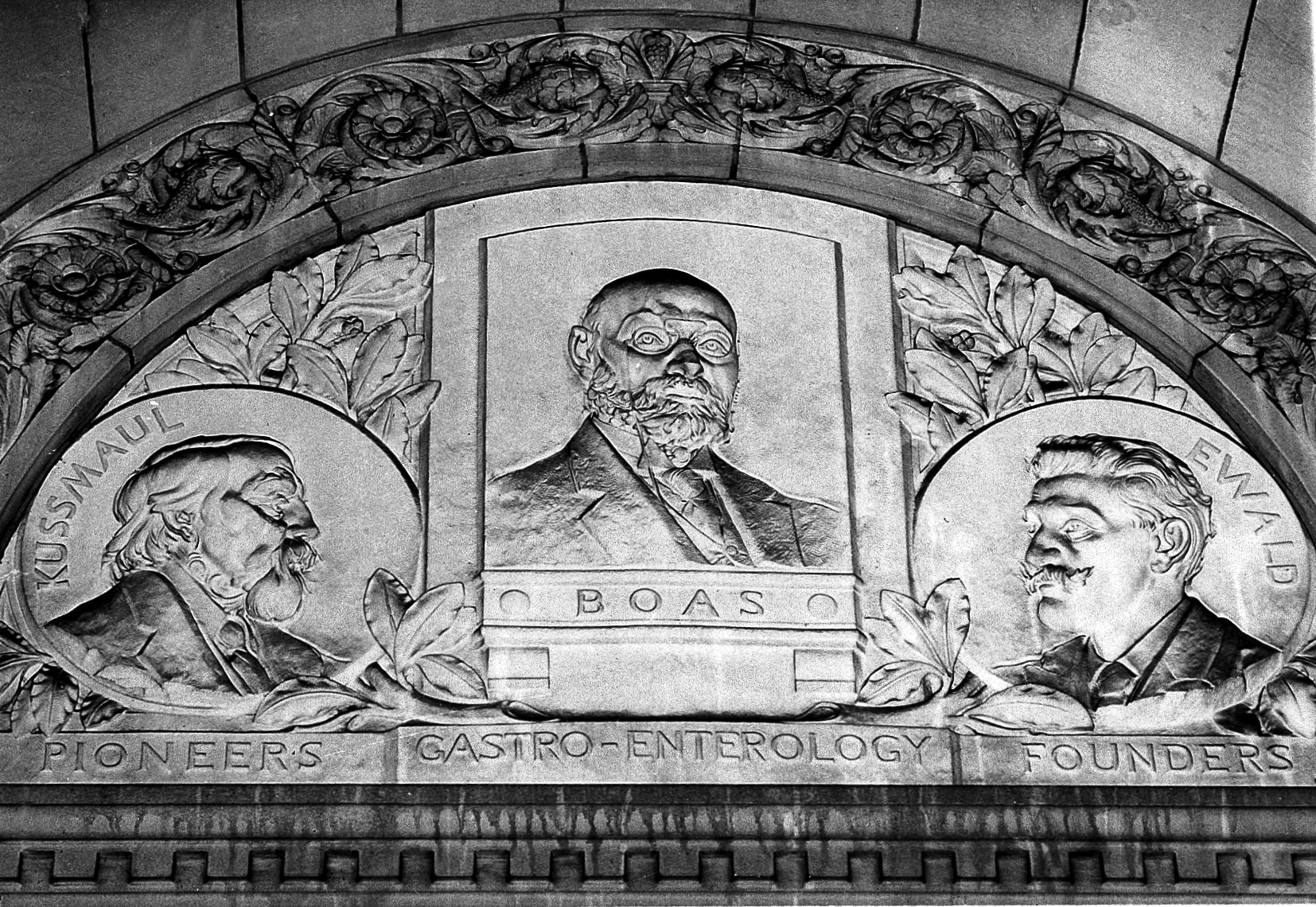
Lunette sul portico di ingresso del teatro, Lennox Hill Hospital, New York; Ritratti di Adolf Kussmaul, Ismar Isidor Boas e Carl Anton Ewald.

Carl Ewald fu un pioniere nel campo della gastroenterologia e fu un catalizzatore presso l'Ospedale di Augusta, un centro per studi patologici di digestione. Ewald è ricordato per le indagini sulle secrezioni gastriche e per l'introduzione dell'intubazione come aiuto medico nell'analisi gastrica. L'omonimo "tubo di Ewald" venne chiamato da lui, un dispositivo che serve per svuotare il contenuto dello stomaco.
Tra le sue opere pubblicate sono "Le malattie dello stomaco" e "Le lezioni sulla digestione", due libri che sono stati tradotti in inglese. Per molti anni è stato direttore della Berlin klinische Wochenschrift. Ha anche servito come bibliotecario presso la Società Medica di Berlino.

## Opere
- Handbuch der allgemeinen und speciellen Arzneiverordnungslehre : auf Grundlage des Arzneibuchs für das Deutsche Reich . Hirschwald, Berlin 12. Aufl. 1892 Digital edition Dall'Università e dalla Biblioteca di Stato di Düsseldorf